# Galeus

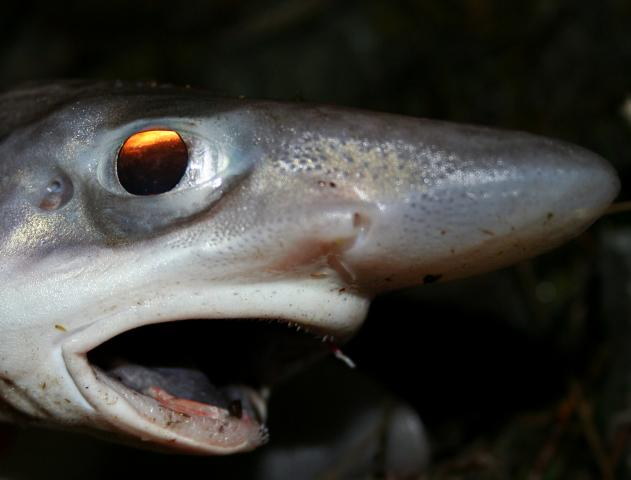
Galeus melastomus

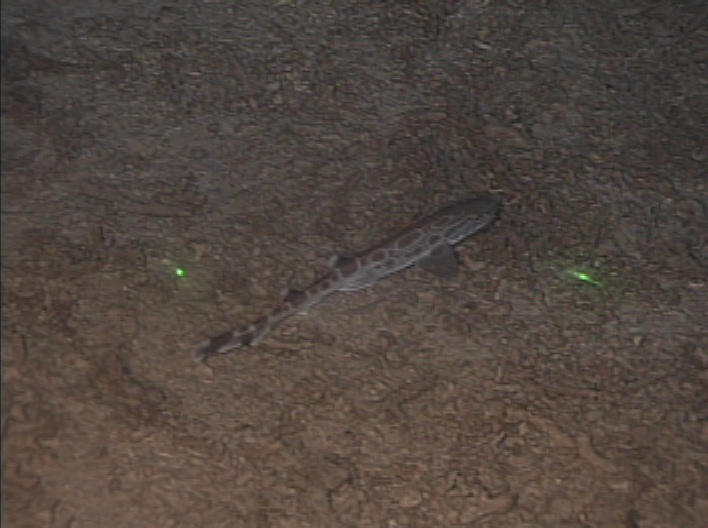
Galeus arae

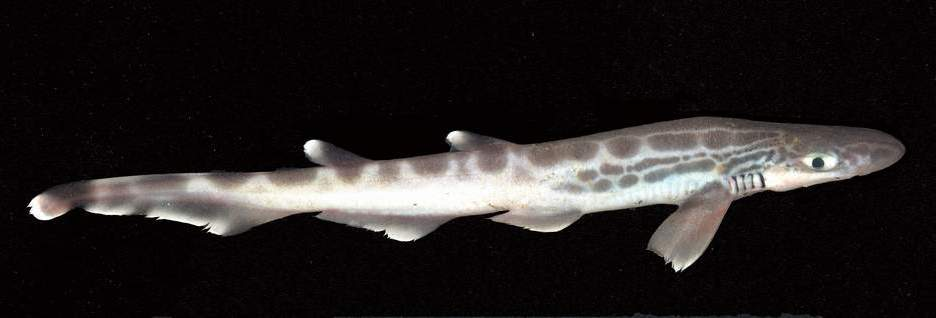
Galeus melastomus

Galeus és un gènere de peixos de la família dels esciliorrínids i de l'ordre dels carcariniformes.

## Taxonomia
- Galeus antillensis (Springer, 1979)[1]
- Galeus arae (Nichols, 1927)[2]
- Galeus atlanticus (Vaillant, 1888)[3]
- Galeus boardmani (Whitley, 1928)[4]
- Galeus cadenati (Springer, 1966)[5]
- Galeus eastmani (Jordan & Snyder, 1904))[6]
- Galeus gracilis (Compagno & Stevens, 1993)[7]
- Galeus longirostris (Tachikawa & Taniuchi, 1987)[8]
- Galeus melastomus (Rafinesque, 1810)[9]
- Galeus mincaronei (Soto, 2001)[10]
- Galeus murinus (Collett, 1904)[11]
- Galeus nipponensis (Nakaya, 1975)[12]
- Galeus piceus (Chu, Meng & Liu, 1983)
- Galeus piperatus (Springer & Wagner, 1966)[13]
- Galeus polli (Cadenat, 1959)[14]
- Galeus priapus (Séret & Last, 2008)[15][16]
- Galeus sauteri (Jordan & Richardson, 1909)[17]
- Galeus schultzi (Springer, 1979)[1]
- Galeus springeri (Konstantinou & Cozzi, 1998)[18][19][20][21][22]